# کانگوروهای موش‌وار
کانگوروهای موش‌وار تیره‌ای از کیسه‌داران هستند که شامل کانگوروهای دم‌قلمویی، کانگوروهای خرگوشی، و دو گونه موش-کانگورو می‌شوند. همه اعضای این تیره ظاهری همچون خرگوش و خز قهوه‌ای رنگ دارند، و برای حرکت به جلو پرش می‌کنند.
اعضای این تیره بیشتر در جنوب و شرق استرالیا حضور دارند. سر و بدن در این جانوران ۴۱۵–۱۵۳ سانتی‌متر، و دم ۳۸۷–۱۲۳ سانتی‌متر طول دارند و وزن میان ۳٬۵۰۰–۳۶۰ گرم است.

## رده‌بندی
هشت گونه در تیره قرار دارند که در سه سرده طبقه‌بندی شده‌اند:
- تیره کانگوروهای موش‌وار
  - سرده †Wakiewakie
  - سرده †Purtia
  - سرده ?†Palaeopotorous
  - زیرخانواده †Bulungamayinae
    - سرده †Wabularoo
      - †Wabularoo hilarus
      - †Wabularoo naughtoni

    - سرده †Bulungamaya

  - زیرخانواده کانگوروهای موش‌وار
    - سرده موش-کانگوروی روفوس
      - موش-کانگوروی روفوس، Aepyprymnus rufescens

    - سرده کانگوروهای دم‌قلمویی
      - کانگوروی دم‌قلمویی شرقی، Bettongia gaimardi
      - کانگوروی دم‌قلمویی حفره‌کن، Bettongia lesueur
      - کانگوروی دم‌قلمویی قلمو-دم، Bettongia penicillata
      - کانگوروی دم‌قلمویی شمالی، Bettongia tropica
      - †کانگوروی دم‌قلمویی کوتوله نولاربر، Bettongia pusilla
      - †Bettongia moyesi

    - سرده †کانگوروی موشی بیابانی
      - †موش-کانگوروی صحرایی، Caloprymnus campestris

    - سرده کانگوروهای خرگوشی
      - کانگوروی خرگوشی درازپا، Potorous longipes
      - †کانگوروی خرگوشی پهن‌صورت، Potorous platyops
      - کانگوروی خرگوشی بینی‌دراز، Potorous tridactylus
      - کانگوروی خرگوشی گیلبرت، Potorous gilbertii

    - سرده †Gumardee
      - †Gumardee pascuali

    - سرده †Milliyowi
      - †Milliyowi bunganditj